# Жахалија (Сучава)
Жахалија (рум. Jahalia) насеље је у Румунији у округу Сучава у општини Рашка. Oпштина се налази на надморској висини од 439 m.

## Становништво
Према подацима из 2002. године у насељу је живело 338 становника, од којих су сви румунске националности.